# Beausoleil (Nouveau-Brunswick)
Pour les articles homonymes, voir Beausoleil.
Beausoleil est une communauté rurale du Nouveau-Brunswick, située dans le territoire de la commission de services régionaux du Kent, au sud-est de la province. La municipalité a été constituée le 1er janvier 2023.

## Histoire
La municipalité a été constituée le 1er janvier 2023, de la fusion de la communauté rurale de Cocagne, des DSL de Grande-Digue et de Pont-de-Shédiac–Rivière-Shédiac, ainsi que de portions des DSL de la paroisse de Dundas, de la paroisse de Moncton, de la paroisse de Shédiac et de la paroisse de Wellington.
Le maire Jean Hébert démissionne le 11 septembre 2024.

## Administration
| Liste des maires successifs de Beausoleil | Liste des maires successifs de Beausoleil | Liste des maires successifs de Beausoleil | Liste des maires successifs de Beausoleil |
| Parti                                     | Parti                                     | Mandat                                    | Nom                                       |
| ----------------------------------------- | ----------------------------------------- | ----------------------------------------- | ----------------------------------------- |
|                                           | Indépendant                               | 2023-2024                                 | Jean Hébert                               |
|                                           | Indépendant                               | 2024- en cours                            | Vacant                                    |